# Xylophanes crotonis
Xylophanes crotonis is een vlinder uit de familie van de pijlstaarten (Sphingidae). De wetenschappelijke naam van de soort werd in 1856 gepubliceerd door Francis Walker.

## Beskrivelse

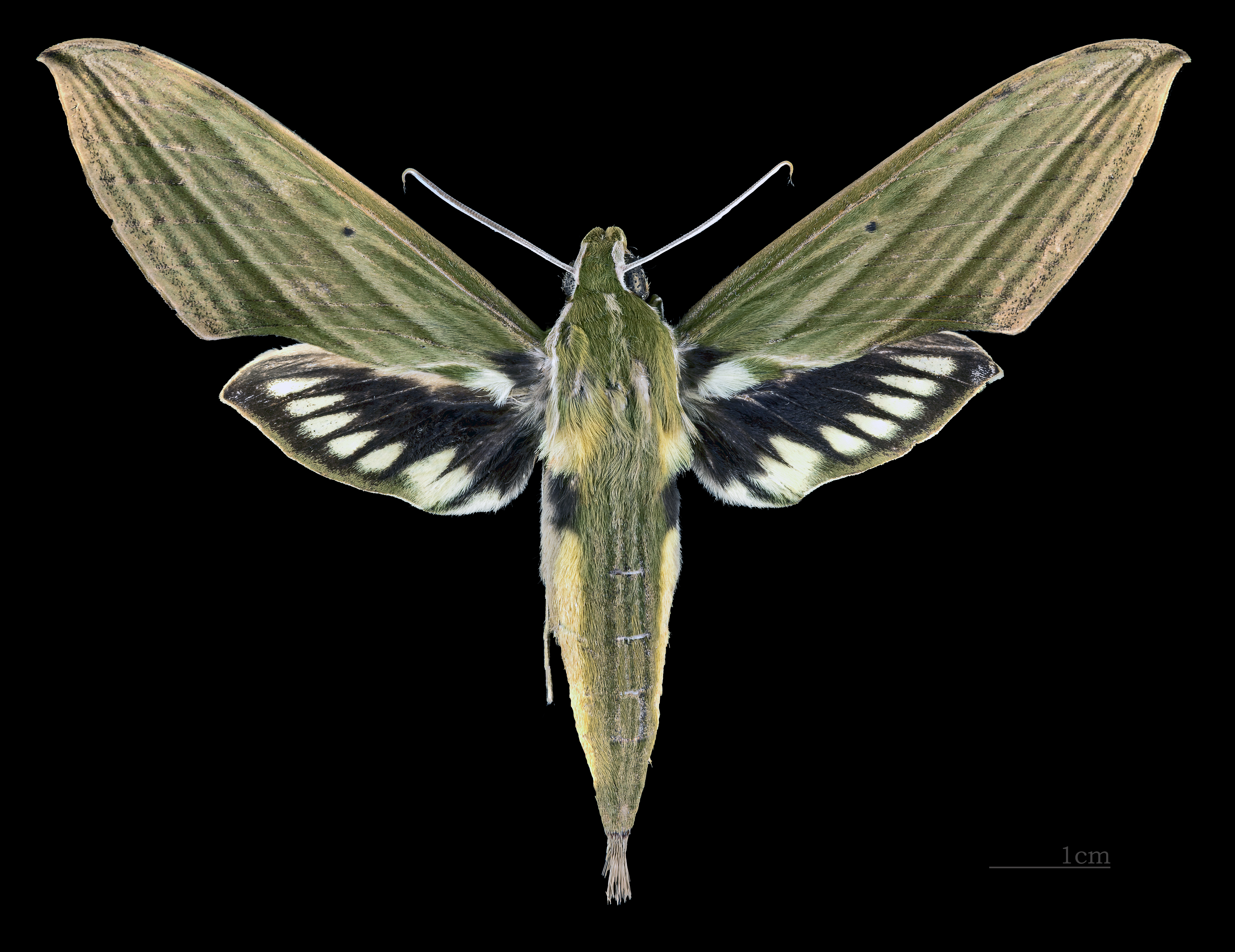
Xylophanes crotonis ♀
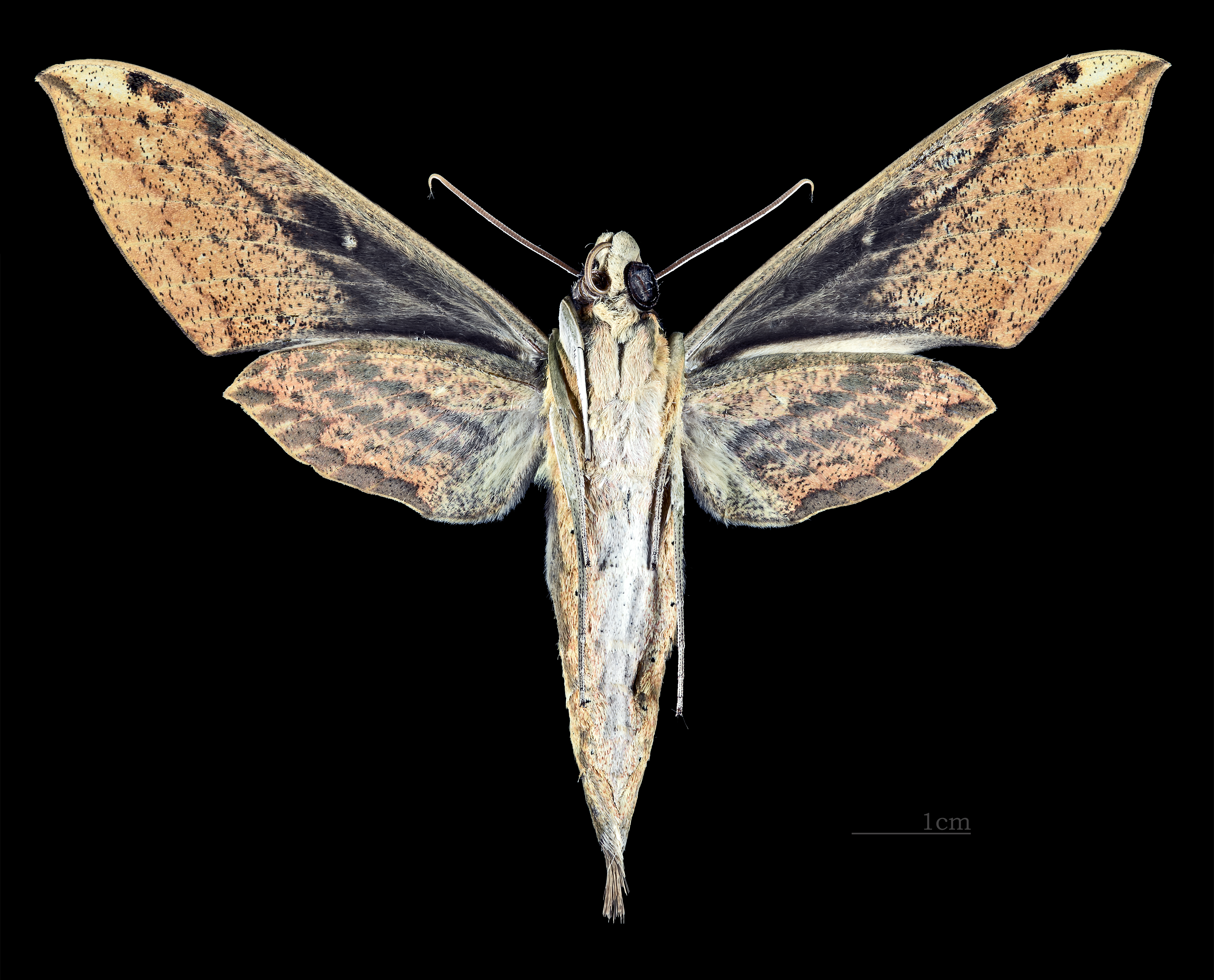
Xylophanes crotonis ♀ △